# 根本武夷
根本 武夷（ねもと ぶい、元禄12年（1699年） - 明和元年11月2日（1764年11月24日））は江戸時代中期の儒学者。名は遜志、字は伯修（脩）、通称は右衛門八、八右衛門。
荻生徂徠門下にあり、山井崑崙と共に『七経孟子攷文』を手がけ、また『論語集解義疏』を校刊、これらは清で高い評価を得た。

## 生涯
元禄12年（1699年）、武蔵国久良岐郡弘明寺村（神奈川県横浜市南区弘明寺町）名主根本又太夫信成の子に生まれた。兄姉は尽く夭折していたため、父は武夷の成長を待たずに同郡永田村服部彦六の弟を婿養子に取り、正徳末年には家督を継がせたため、武夷は江戸に出て長沼国郷に直心影流剣術を学び、長じて八丁堀で自ら剣術の指南を行った。
享保2年（1717年）夏、荻生徂徠に入門した。学問に進んだ動機については、師の国郷が厩橋藩酒井忠挙主催の宴席に招かれた際、佐藤直方に国郷の無学を罵られたからとも、徂徠の『孫子』『荀子』の講義に感銘をうけたためとも伝わるが、国郷は実際は文辞にも秀でていたとも伝わっており、入門当初から直接感化を受けていたことも考えられる。享保2年（1717年）秋、母の一周忌に帰郷した際に同門の太宰春台、安藤東野、山井崑崙と鎌倉に遊んだ。
享保6年（1721年）、山井崑崙と共に足利学校を訪れて諸本の校勘を行い、享保16年（1731年）『七経孟子考文』を著し、また寛延3年（1750年）『論語集解義疏』を校刊した。
享保11年（1726年）、根本家を継いだ又太夫の実家で相続問題が起こったため、実子彦助の後見人として家を離れ、武夷が家督を受け継いだ。享保20年（1735年）までには弟に家督を譲り、弟の死去後中継ぎを務め、再び養子伯隆に譲った。
明和元年（1764年）11月2日没。戒名は武夷山人幽澄伯修居士。当初弘明寺裏手共有墓地に埋葬されたが、昭和3年（1928年）湘南電鉄敷設に伴い、六ツ川定光寺裏に移転した。なお、この墓は現在横浜市登録地域文化財に登録されている。

## 著作
- 『七経孟子攷文』10巻
- 『論語集解義疏』10巻

以下は伝存不明で、重複分もあると思われるが内容不詳。
- 『相中八雄伝』5巻
- 『鎌倉風雅集』2巻
- 『武夷山房集』4巻
- 『東遊筆記』
- 『剣技小録』
- 『坂東八平氏伝』
- 『武蔵七党伝』
- 『武夷山人遺稿』

また、編著に以下3書がある。
- 荻生徂徠『唐後詩』10巻
- 安藤東野『東野遺稿』3巻
- 荻生徂徠『徂徠先生答問書』3巻

## 根本家
根本家は下野国出身といい、『新田家臣祖裔記』に見える塩谷氏末裔根本半弥の子孫と見られる。同書によれば、根本半弥光則は宇都宮左兵衛尉朝重五男、塩屋四郎兵衛尉二男末葉で、根本村（真岡市根本）に住んでいたが、大館氏に従って新田義貞の下鎌倉の戦いに参戦、新田義貞の討死後、越後国笛井で討死した。その子八郎正則は尹良親王に合流して落合の戦いで負傷、上野国大館の里（群馬県太田市大舘町）に落ち延び、その子等は武蔵国や鎌倉に渡ったという。
根本氏が弘明寺村に土着した時代は不明だが、江戸初期の定光寺過去帳には根本氏の戒名の通字「浄」が入る弘明寺村出身者が散見され、文禄、慶長以前から居住していたと見られる。
- 父：根本又太夫信成 - 隠居後図書と称す[1]。
- 母：了心貞讃（享保元年9月20日没）[1]
  - 姉：心月妙閑禅尼（享保8年4月14日没） - 又太夫に嫁ぐ[1]。
  - 義兄・養父：根本又太夫重員（宝暦8年4月21日没） - 永田村服部彦六弟[1]。
  - 姉：普照院覚阿慈観大姉 - 岩岡茂八に嫁ぐ[1]。
  - 弟：根本又八成博[1]
- 先妻：又太夫娘[1]。
- 後妻：書家馬場春水娘[1]。
- 養子：根本新五郎[1]
- 養子：根本八右衛門伯隆[1]。